# Komin w Wielkiej Skale
Komin w Wielkiej Skale – jaskinia w Dolinie Będkowskiej na Wyżynie Krakowsko-Częstochowskiej. Znajduje się w obrębie wsi Bębło w województwie małopolskim, w powiecie krakowskim, w gminie Wielka Wieś.

## Opis obiektu
Komin w Wielkiej Skale znajduje się w orograficznie lewych zboczach Doliny Będkowskiej, w skałce Jebel na południowym krańcu skał, które wspinacze skalni zaliczają do grupy Wielkiej Turni. Dolny otwór jaskini znajduje się u podnóża tej skałki, od strony dna doliny. Prowadzi do niskiej salki o średnicy ok. 2,5 m, nad którą wznosi się komin. Powstał on na pionowej szczelinie, u podstawy jego szerokość wynosi około 1 m, ku górze zwęża się i na wysokości 7 m wychodzi drugim, ciasnym otworem. Komin ma nierówne i mocno skorodowane ściany. Są w nich liczne kotły wirowe, wżery, okrągłe kanaliki i pozostałości zerodowanych nacieków. Są to zbudowane z krystalicznego kalcytu jasnobrązowe resztki polew naciekowych z wyraźną laminacją.
Jaskinia powstała w późnojurajskich wapieniach skalistych w strefie freatycznej. Namulisko skąpe, złożone z wapiennego gruzu, próchnicy i liści. Jaskinia jest sucha i przewiewna, a rozproszone światło słoneczne dochodzi do kilku metrów od otworu. W jego zasięgu na ścianach rozwijają się glony. Wewnątrz występują pająki.
W skałach grupy Wielkiej Skały znajdują się jeszcze inne jaskinie i schroniska: Jaskinia Główna w Wielkiej Skale, Szczelina w Wielkiej Skale, Tunel Niski w Wielkiej Skale, Tunel Pośredni w Wielkiej Skale, Tunel Wysoki w Wielkiej Skale, Tunelik obok Szczeliny w Wielkiej Skale, Zaklęta Szczelina, Zaklęty Komin, Zaklęty Balkon, Zaklęta Jama, Zaklęty Korytarzyk.

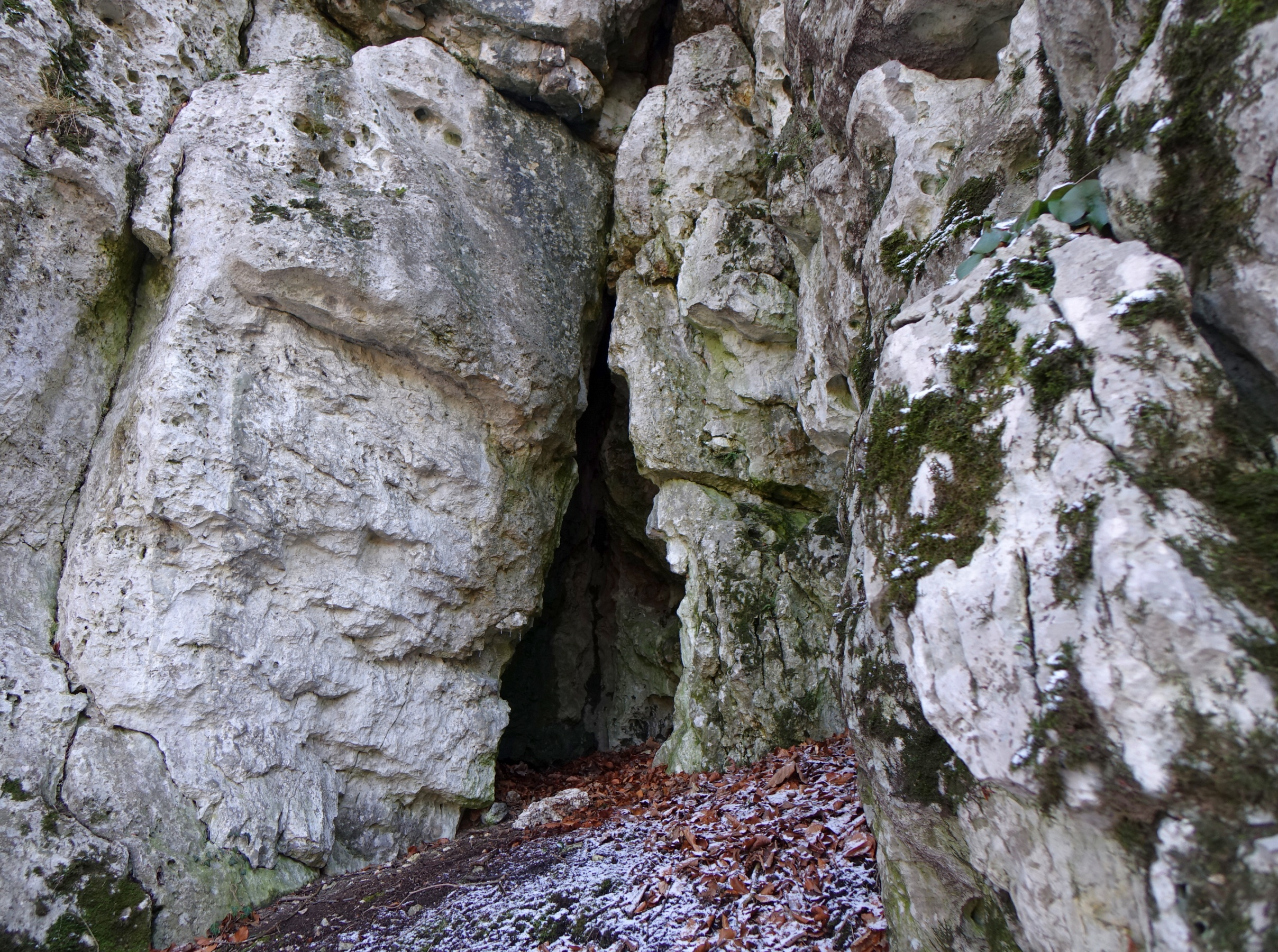
Dolny otwór
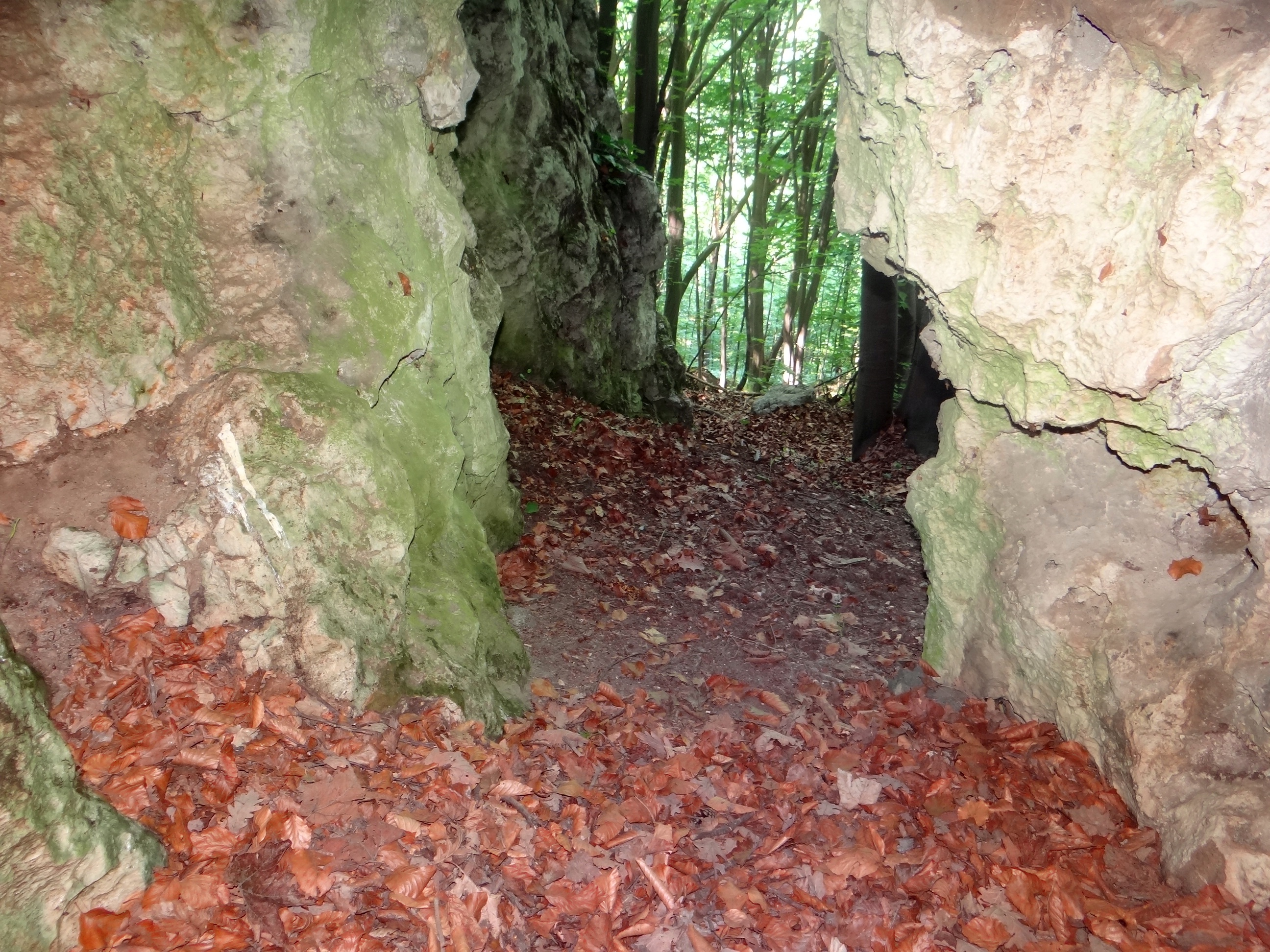
Widok z salki
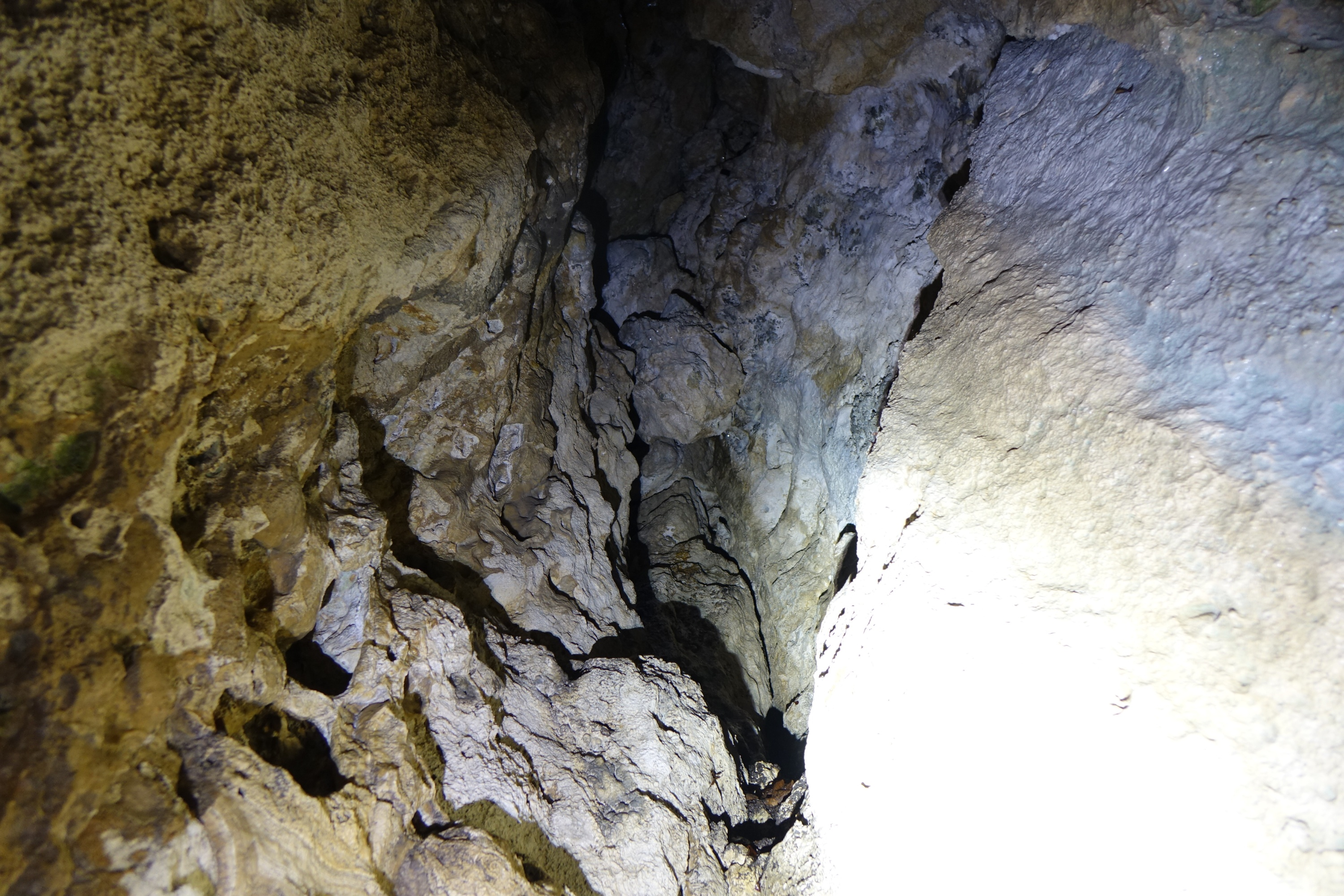
Komin nad stropem salki